# Цветков, Максим Сергеевич
Макси́м Серге́евич Цветко́в (род. 3 января 1992, Бабаево, Вологодская область) — российский биатлонист, заслуженный мастер спорта России (2015). Бронзовый призёр Олимпийских игр в эстафете (2022), чемпион мира в эстафете (2017), чемпион Европы (2014), чемпион всемирных военных игр (2017), двукратный чемпион мира среди юниоров (до 21 года), трёхкратный чемпион мира среди юношей (до 19 лет). Лейтенант ВС РФ (2017).

## Биография
Родился в Вологодской области. С шести лет занимался лыжными гонками в детско-юношеской школе «Старт» в Бабаево. Его отец был тренером в этой школе, позже стал её директором.
В 16 лет попал в экспериментальную группу к тренеру Николаю Лопухову. И на первых же международных соревнованиях - юношеском чемпионате мира в Чехии в 2011 году - выиграл три гонки из четырёх.
В дебютном взрослом биатлонном сезоне на Кубке мира 2013 года в Хольменколлене занял 8-м место, а в следующем году - на этапе Кубка мира победил в эстафете вместе с партнёрами по команде.
В 2017 году на чемпионате мира в Хохфильцене вместе с партнёрами Алексеем Волковым, Антоном Бабиковым и Антоном Шипулиным завоевал золото в эстафетной гонке. На этапах Кубка мира завоевал 2 серебра и бронзу. А в 2018 году стал первым в масс-старте в Тюмени.
В 2019 году был исключён из национальной сборной, одной из причин называли конфликт с руководством Союза биатлонистов России. Сам он признавал влияние совокупности факторов: «После Олимпиады в Пхенчхане, на которую нас не взяли без объяснения причин, я на какое-то время потерял мотивацию, руки просто опустились. И летнюю подготовку тогда провел не лучшим образом. Тренировался в команде, выполнял объемы, но само качество работы и мое отношение к ней оставляли желать лучшего. Я это признаю и не собираюсь снимать с себя ответственность».

## Результаты на крупнейших соревнованиях

### Олимпийские игры
| Год  | Место проведения | Инд | Спр | Пр | МС | Эст | См |
| 2022 | Пекин            | 4   | 4   | 17 | 20 | 3   | —  |

### Чемпионаты мира
| ЧМ               | Инд | Спр | Пр | МС | Эст | СМ | ОСЭ |
| ---------------- | --- | --- | -- | -- | --- | -- | --- |
| Контиолахти 2015 | —   | —   | —  | —  | —   | 10 | ―   |
| Осло 2016        | —   | 42  | 43 | —  | 6   | —  | ―   |
| Хохфильцен 2017  | —   | 69  | ―  | ―  | 1   | —  | —   |

## Юниорские и молодёжные достижения
| Год  | Место проведения | Возраст | Инд | Спр | Пр | Эст |
| ---- | ---------------- | ------- | --- | --- | -- | --- |
| 2011 | ЧМ Нове Место    | U19     | 5   | 1   | 1  | 1   |
| 2012 | ЧЕ Осрблье       | U21     | 13  | 3   | 4  | 2   |
| 2012 | ЧМ Контиолахти   | U21     | 11  | 1   | 1  | 3   |
| 2013 | ЧМ Обертиллиах   | U21     | 12  | 3   | 2  | 3   |
| 2013 | ЧЕ Банско        | U21     | 2   | 2   | 2  | —   |

## Кубок мира
Дебютировал в Кубке мира 28 февраля 2013 года в Холменколлене и сразу занял 8-е место в спринте. На этапе Кубка мира в Сочи 9 марта 2013 года стартовал в спринтерской гонке, но не справившись с прохождением одного из опасных поворотов трассы, сильно упал, вылетев за её пределы.

### Сезон 2014/15
Сезон 2014/15 начал в основной команде. На втором этапе кубка мира в Хохфильцене 13 декабря 2014 года в составе сборной стал победителем эстафеты.

### Сезон 2015/16
На втором этапе в Рупольдинге в индивидуальной гонке 13 января 2016 года добился благодаря безошибочной стрельбе лучшего личного результата — 5-е место.
22 января 2016 года в спринтерской гонке в Антерсельве при чистой стрельбе финишировал вторым, впервые за время своих личных выступлений в Кубке мира поднявшись на подиум.

### Сезон 2017/18
В последней гонке сезона 25 марта 2018 года в Тюмени одержал первую в своей карьере победу на этапах Кубка мира.

### Сезон 2021/22
Выиграл бронзу в эстафете на Олимпийских играх, которые проходили в Пекине. В составе Саид Каримулла Халили, Александр Логинов и Эдуард Латыпов. Также был 2 раза 4-м. В индивидуальной гонке промахнулся один раз последним, 20-м выстрелом и лишил себя золота, так как проиграл чемпиону всего 34 секунды.

## Статистика в Кубке мира
| 2021/2022 Итоги | 2021/2022 Итоги | Эстерсунд | Эстерсунд | Эстерсунд | Эстерсунд | Эстерсунд | Хохфильцен | Хохфильцен | Хохфильцен | Анси | Анси | Анси | Обрехоф | Обрехоф | Обрехоф | Обрехоф | Рупольдинг | Рупольдинг | Рупольдинг | Антхольц | Антхольц | Антхольц | ОИ Пекин (*) | ОИ Пекин (*) | ОИ Пекин (*) | ОИ Пекин (*) | ОИ Пекин (*) | ОИ Пекин (*) | Контиолахти | Контиолахти | Контиолахти | Отепя | Отепя | Отепя | Отепя | Осло | Осло | Осло |
| Очков           | Место           | Инд       | Спр       | Спр       | Эст       | Пр        | Спр        | Пр         | Эст        | Спр  | Пр   | МС   | Спр     | См      | Осм     | Пр      | Спр        | Эст        | Пр         | Инд      | МС       | Эст      | См           | Инд          | Спр          | Пр           | Эст          | МС           | Эст         | Спр         | Пр          | Спр   | МС    | См    | Осм   | Спр  | Пр   | МС   |
| 81              | 49              | —         | —         | —         | —         | —         | —          | —          | —          | —    | —    | —    | 52      | 5       | —       | 12      | 21         | 1          | 9          | —        | —        | —        | —            | 4            | 4            | 17           | 3            | 20           | —           | —           | —           | —     | —     | —     | —     | —    | —    | —    |

| 2018/2019 Итоги | 2018/2019 Итоги | Поклюка | Поклюка | Поклюка | Поклюка | Поклюка | Хохфильцен | Хохфильцен | Хохфильцен | Нове-Место | Нове-Место | Нове-Место | Оберхоф | Оберхоф | Оберхоф | Рупольдинг | Рупольдинг | Рупольдинг | Антхольц | Антхольц | Антхольц | Канмор | Канмор | Солт-Лейк-Сити | Солт-Лейк-Сити | Солт-Лейк-Сити | Солт-Лейк-Сити | ЧМ Эстерсунд | ЧМ Эстерсунд | ЧМ Эстерсунд | ЧМ Эстерсунд | ЧМ Эстерсунд | ЧМ Эстерсунд | ЧМ Эстерсунд | Холменколлен | Холменколлен | Холменколлен |
| Очков           | Место           | Сусм    | См      | Инд     | Спр     | Пр      | Спр        | Пр         | Эст        | Спр        | Пр         | МС         | Спр     | Пр      | Эст     | Спр        | Эст        | МС         | Спр      | Пр       | МС       | Инд    | Эст    | Спр            | Пр             | Сусм           | См             | См           | Спр          | Пр           | Инд          | Сусм         | МС           | Эст          | Спр          | Пр           | МС           |
| 17              | 82              | —       | —       | —       | —       | —       | —          | —          | —          | —          | —          | —          | 56      | 24      | 1       | 49         | —          | —          | —        | —        | —        | —      | —      | —              | —              | —              | —              | —            | —            | —            | —            | —            | —            | —            | —            | —            | —            |

| 2017/2018 Итоги | 2017/2018 Итоги | Эстерсунд | Эстерсунд | Эстерсунд | Эстерсунд | Эстерсунд | Хохфильцен | Хохфильцен | Хохфильцен | Анси | Анси | Анси | Оберхоф | Оберхоф | Оберхоф | Рупольдинг | Рупольдинг | Рупольдинг | Антхольц | Антхольц | Антхольц | ОИ Пхёнчхан (*) | ОИ Пхёнчхан (*) | ОИ Пхёнчхан (*) | ОИ Пхёнчхан (*) | ОИ Пхёнчхан (*) | ОИ Пхёнчхан (*) | Контиолахти | Контиолахти | Контиолахти | Контиолахти | Холменколлен | Холменколлен | Холменколлен | Тюмень | Тюмень | Тюмень |
| Очков           | Место           | Сусм      | См        | Инд       | Спр       | Пр        | Спр        | Пр         | Эст        | Спр  | Пр   | МС   | Спр     | Пр      | Эст     | Инд        | Эст        | МС         | Спр      | Пр       | МС       | Спр             | Пр              | Инд             | МС              | См              | Эст             | Спр         | Сусм        | См          | МС          | Спр          | Пр           | Эст          | Спр    | Пр     | МС     |
| 352             | 21              | —         | 6         | 21        | 35        | 23        | 20         | 6          | 8          | DNS  | —    | 21   | 44      | 45      | —       | —          | 3          | —          | 31       | 20       | —        | —               | —               | —               | —               | —               | —               | 30          | —           | 4           | —           | 27           | 4            | 3            | 6      | 9      | 1      |

| 2016/2017 Итоги | 2016/2017 Итоги | Эстерсунд | Эстерсунд | Эстерсунд | Эстерсунд | Эстерсунд | Поклюка | Поклюка | Поклюка | Нове-Место | Нове-Место | Нове-Место | Оберхоф | Оберхоф | Оберхоф | Рупольдинг | Рупольдинг | Рупольдинг | Антхольц | Антхольц | Антхольц | ЧМ Хохфильцен | ЧМ Хохфильцен | ЧМ Хохфильцен | ЧМ Хохфильцен | ЧМ Хохфильцен | ЧМ Хохфильцен | Пхёнчхан | Пхёнчхан | Пхёнчхан | Контиолахти | Контиолахти | Контиолахти | Контиолахти | Холменколлен | Холменколлен | Холменколлен |
| Очков           | Место           | Сусм      | См        | Инд       | Спр       | Пр        | Спр     | Пр      | Эст     | Спр        | Пр         | МС         | Спр     | Пр      | МС      | Эст        | Спр        | Пр         | Инд      | Эст      | МС       | См            | Спр           | Пр            | Инд           | Эст           | МС            | Спр      | Пр       | Эст      | Спр         | Пр          | Сусм        | См          | Спр          | Пр           | МС           |
| 469             | 19              | —         | 4         | 22        | 10        | 2         | 13      | 8       | 2       | 12         | 14         | 22         | 13      | 10      | 11      | —          | 31         | 39         | 7        | 3        | 13       | —             | 69            | —             | —             | 1             | 26            | 14       | 20       | 4        | 60          | —           | —           | —           | —            | —            | 28           |

| 2015/2016 Итоги | 2015/2016 Итоги | Эстерсунд | Эстерсунд | Эстерсунд | Эстерсунд | Эстерсунд | Хохфильцен | Хохфильцен | Хохфильцен | Поклюка | Поклюка | Поклюка | Рупольдинг | Рупольдинг | Рупольдинг | Рупольдинг | Рупольдинг | Рупольдинг | Антхольц | Антхольц | Антхольц | Канмор | Канмор | Канмор | Канмор | Преск-Айл | Преск-Айл | Преск-Айл | ЧМ Холменколлен | ЧМ Холменколлен | ЧМ Холменколлен | ЧМ Холменколлен | ЧМ Холменколлен | ЧМ Холменколлен | Ханты-Мансийск | Ханты-Мансийск |
| Очков           | Место           | Сусм      | См        | Инд       | Спр       | Пр        | Спр        | Пр         | Эст        | Спр     | Пр      | МС      | Спр        | Пр         | МС         | Инд        | Эст        | МС         | Спр      | Пр       | Эст      | Спр    | МС     | Сусм   | См     | Спр       | Пр        | Эст       | См              | Спр             | Пр              | Инд             | Эст             | МС              | Спр            | Пр             |
| 363             | 26              | —         | 6         | 26        | 44        | 31        | 29         | 11         | —          | 12      | 17      | 26      | 30         | 17         | 19         | 5          | 2          | 14         | 2        | 11       | 1        | 20     | 29     | —      | —      | 43        | —         | 4         | —               | 42              | 43              | —               | 6               | —               | 44             | 44             |

| 2014/2015 Итоги | 2014/2015 Итоги | Эстерсунд | Эстерсунд | Эстерсунд | Эстерсунд | Хохфильцен | Хохфильцен | Хохфильцен | Поклюка | Поклюка | Поклюка | Оберхоф | Оберхоф | Оберхоф | Рупольдинг | Рупольдинг | Рупольдинг | Антхольц | Антхольц | Антхольц | Нове Место | Нове Место | Нове Место | Нове Место | Холменколлен | Холменколлен | Холменколлен | ЧМ Контиолахти | ЧМ Контиолахти | ЧМ Контиолахти | ЧМ Контиолахти | ЧМ Контиолахти | ЧМ Контиолахти | Ханты-Мансийск | Ханты-Мансийск | Ханты-Мансийск |
| Очков           | Место           | См        | Инд       | Спр       | Пр        | Спр        | Эст        | Пр         | Спр     | Пр      | МС      | Эст     | Спр     | МС      | Эст        | Спр        | МС         | Спр      | Пр       | Эст      | Сусм       | См         | Спр        | Пр         | Инд          | Спр          | Эст          | См             | Спр            | Пр             | Инд            | Эст            | МС             | Спр            | Пр             | МС             |
| 256             | 33              | —         | 18        | 31        | 29        | 23         | 1          | 21         | 9       | 35      | 15      | —       | 81      | 24      | —          | —          | —          | 65       | —        | —        | —          | 4          | 40         | 28         | 10           | 18           | 1            | 10             | —              | —              | —              | —              | —              | 14             | 41             | —              |

| 2013/2014 Итоги | 2013/2014 Итоги | Эстерсунд | Эстерсунд | Эстерсунд | Эстерсунд | Хохфильцен | Хохфильцен | Хохфильцен | Анси | Анси | Анси | Оберхоф | Оберхоф | Оберхоф | Рупольдинг | Рупольдинг | Рупольдинг | Антхольц | Антхольц | Антхольц | ОИ Сочи (*) | ОИ Сочи (*) | ОИ Сочи (*) | ОИ Сочи (*) | ОИ Сочи (*) | ОИ Сочи (*) | Поклюка | Поклюка | Поклюка | Контиолахти | Контиолахти | Контиолахти | Холменколлен | Холменколлен | Холменколлен |
| Очков           | Место           | См        | Инд       | Спр       | Пр        | Спр        | Эст        | Пр         | Эст  | Спр  | Пр   | Спр     | Пр      | МС      | Эст        | Инд        | Пр         | Спр      | Пр       | Эст      | См          | Спр         | Пр          | Инд         | Эст         | МС          | Спр     | Пр      | МС      | Спр         | Спр         | Пр          | Спр          | Пр           | МС           |
| 9               | 92              | —         | —         | 32        | —         | —          | —          | —          | —    | —    | —    | —       | —       | —       | —          | —          | —          | —        | —        | —        | —           | —           | —           | —           | —           | —           | —       | —       | —       | —           | —           | —           | —            | —            | —            |

| 2012/2013 Итоги | 2012/2013 Итоги | Эстерсунд | Эстерсунд | Эстерсунд | Эстерсунд | Хохфильцен | Хохфильцен | Хохфильцен | Поклюка | Поклюка | Поклюка | Оберхоф | Оберхоф | Оберхоф | Рупольдинг | Рупольдинг | Рупольдинг | Антхольц | Антхольц | Антхольц | ЧМ Нове-Место | ЧМ Нове-Место | ЧМ Нове-Место | ЧМ Нове-Место | ЧМ Нове-Место | ЧМ Нове-Место | Холменколлен | Холменколлен | Холменколлен | Сочи | Сочи | Сочи | Ханты-Мансийск | Ханты-Мансийск | Ханты-Мансийск |
| Очков           | Место           | См        | Инд       | Спр       | Пр        | Спр        | Пр         | Эст        | Спр     | Пр      | МС      | Эст     | Спр     | Пр      | Эст        | Спр        | МС         | Спр      | Пр       | Эст      | См            | Спр           | Пр            | Инд           | Эст           | МС            | Спр          | Пр           | МС           | Инд  | Спр  | Эст  | Спр            | Пр             | МС             |
| 38              | 71              | —         | —         | —         | —         | —          | —          | —          | —       | —       | —       | —       | —       | —       | —          | —          | —          | —        | —        | —        | —             | —             | —             | —             | —             | —             | 8            | 37           | —            | —    | DNF  | —    | —              | —              | —              |

### Победы на этапах Кубка мира
| #  | Дата          | Место проведения гонки | Дисциплина |
| -- | ------------- | ---------------------- | ---------- |
| 1. | 25 марта 2018 | Тюмень                 | Масс-старт |

| #  | Дата            | Место проведения гонки | Дисциплина |
| -- | --------------- | ---------------------- | ---------- |
| 1. | 13 декабря 2014 | Хохфильцен             | Эстафета   |
| 2. | 15 февраля 2015 | Холменколлен           | Эстафета   |
| 3. | 24 января 2016  | Антхольц               | Эстафета   |

## Тренеры
- Николай Петрович Лопухов[8]
- Александр Валерьевич Саратовский

## Награды
- Медаль ордена «За заслуги перед Отечеством» I степени (25 февраля 2022 года) — за высокие спортивные достижения, волю к победе, стойкость и целеустремлённость, проявленные на XXIIV Олимпийских зимних играх 2022 года в городе Пекине (Китайская Народная Республика)[9];
- Медаль ордена «За заслуги перед Отечеством» II степени (2019)[10];
- Заслуженный мастер спорта России (2015).

## Личная жизнь
Женат, воспитывает сына Марка. Вместе с супругой открыли сеть магазинов спортивного питания, после того, как сам столкнулся с проблемой потери веса во время первых сборов с национальной командой.